# 百鬼夜行抄
『百鬼夜行抄』（ひゃっきやこうしょう）は、今市子による日本の漫画作品、およびそれを原作としたテレビドラマ。1995年、『ネムキ』vol.23（朝日ソノラマ）にて連載開始。2024年4月現在、単行本31巻、文庫版20巻が刊行されている。
2005年、第9回文化庁メディア芸術祭マンガ部門審査委員会推薦作品に選ばれ、2006年、第10回文化庁メディア芸術祭マンガ部門優秀賞を受賞した。
『ネムキ』が2012年12月発売号で休刊したのに伴い、朝日新聞出版が2013年4月に創刊した漫画雑誌『Nemuki+』に移籍した。2025年6月時点で累計部数は600万部を突破している。

## 概要
基本的には1話完結のストーリー。ジャンルはホラーだが、伏線が張ってあることが多くミステリー的な要素も含まれている。一般的な妖怪物・霊能物のセオリーとも言うべき勧善懲悪的な退治や除霊というよりも、普通の生活には存在しない幻想的な世界や物語を描くことをメインに置いた作品である。
もともとは『精進おとしの客』という読み切りで発表された作品で、それ以前にも一度、設定などが多少違うものの同人誌に、『守護神』という読み切りで描かれている。

## あらすじ
不可思議な力を持っていた幻想作家・飯嶋蝸牛。その孫である飯嶋律と従姉の飯嶋司、広瀬晶は祖父からの遺伝で魑魅魍魎と触れ合う能力を持つ。妖魔が原因となった心筋梗塞で命を落とした律の父・孝弘の体を借りた妖魔青嵐、庭の桜の木に住む酒好きな使い魔尾黒・尾白と生活していく中で、常人の目に映らぬ世界に住む妖怪や妖魔らと関わる様子を幻想的なタッチで描いている。
作中現代を舞台とした律や司、晶をメインにしたエピソードの他、蝸牛の子供時代や八重子との出会いから結婚に至るまでの過去のエピソードも都度挿入されている。

## 登場人物

### 飯嶋家（本家）
飯嶋 律 （いいじま りつ）
本作品の主人公。蝸牛の孫。幼いころから祖父譲りの強い霊感を持ち、祖父である蝸牛の命で小学校に上がるまでは、魔をよけるために女の子の格好をしていた。連載当初は16歳の高校生だったが、作品内時間の経過によって現在は従姉の晶と同じ恵明大学に通う大学生であり、民俗学を専攻している。その霊感ゆえに日常的に妖魔や霊、妖怪の類と関わり意思疎通が出来るが、それらを退治したり操る術を持たず、彼らに振り回される日々を送っている。また幼少時は奇妙な力を持つために人から避けられていた経験があり、そのためか現在でも物腰は柔らかいが安易に人に心を開かない部分があり、友人も少ない。実は怖がりで人間の霊や自然霊は苦手。従姉の司には親愛の情とも恋愛感情とも取れる複雑な思いを抱いていて、そのような感情抜きでも司との縁の深さを自覚している。
飯嶋 蝸牛／飯嶋 伶（いいじま かぎゅう／いいじま りょう）
律の祖父。怪奇幻想を題材にする小説家で、ペンネームが蝸牛、本名が伶。作中では蝸牛と呼ばれることの方が多い。律が5歳の時（6歳の時という記述もあり）に老衰で亡くなった。両親が早くに他界し叔父夫婦に引き取られたが、叔父夫婦とその息子である蝸牛の従兄弟も共に蝸牛が若いころに亡くなるなど、不幸な生い立ちを持つ。水脈（みを）という姉が一人いる。幼いころから強い霊感を持ち、周囲に厄災を齎しかねないその力をコントロールするために独学で法術などの修練を積み、青嵐などの妖魔を使役したり妖魔たちの集会に参加するなど妖魔らと多くの交流を持っていた。しかし、彼の思いも空しく周囲の人が犠牲になることが避けられないこともあり、それが孫の律の代にまで因縁として引き継がれている。
なお、ペンネームの「蝸牛」は、幸田露伴の自宅の名称「蝸牛庵」に由来している。また、この「蝸牛庵」は飯嶋家の外観のモデルともなっている。
飯嶋 八重子 （いいじま やえこ）
蝸牛の妻で律、司、晶、潮たちの祖母。蝸牛とは反対に霊感は全くなく、周囲の一般の人間が認知するレベルの霊現象すら知覚しないが、そのことが蝸牛にとっては共に暮らしていく上での強味と思われていた。さらに妖異が招く物理的な現象にもあまり動じない。かつては地元の旧家・清水家の住み込み女中で、そのころに蝸牛と出会ってお互い惹かれあっていたが、結ばれるまでには紆余曲折があった。スピード狂で車の運転が荒い。
飯嶋 孝弘 （いいじま たかひろ）
律の父親で、婿養子として飯嶋家に入った。旧姓は三上。律が4歳の時（5歳という記述もあり）、心筋梗塞で倒れ死亡。だが実際は蝸牛が行った術の失敗により式神に殺されていた。蝸牛の命令により青嵐が体に入ったため、表向きは生き返ったということになったが、倒れた際に脳にダメージを受けたため記憶を失い、中身は以前とは別人になったと周りに認識されて現在に至っている。
飯嶋 絹 （いいじま きぬ）
律の母親で飯嶋家の三女（6子）。青嵐の入った後の夫の孝弘が社会生活不能者になったため、母の八重子と共に自宅で茶道教室や着付け教室を開いて生計を立てており、そのためかほとんど着物を着て過ごしている。律や司ほどでは無いが父親である蝸牛譲りの霊感を多少持ち合わせており、妖魔は見えないが非常に勘が鋭く彼女が鍵となって物語が進むこともある。本人はそうした出来事に無自覚なようだが、一方で本当は気付かない振りをしているのかもしれないと思わせる描写もされている。かつて、律を妊娠時に流産の危機に晒されたことがある。

### 従兄弟
飯嶋 司 （いいじま つかさ）
律の従姉で、律にとって姉のような存在。律より3歳年上で初登場では大学生、現在は就職している。酒豪。7歳の時妖魔に取り付かれ、律が解決に導いた19歳まで12年間に亘ってその弊害に苦しめられていた。妖魔を見る力はあるものの、律ほど明確ではなくあまり自覚していないことも多いが、律と違って霊に憑依されやすい（憑依体質）という特質を持つ。美人の分類に入る容貌で、色恋沙汰の類に巻き込まれることも。尾白と尾黒からは「姫」と慕われ、しばしば酒の相手になっている。律の母親と祖母は律の嫁にと考えているが、司の父親の覚は反対している。本人も律に気兼ねすることも無く同じ大学の学生と交際しており、恋愛感情は抱いていないように思えたが、晶が刑事に「司が律の婚約者」と説明した時に否定しなかったり、行きがかり上とはいえ自ら律のフィアンセだと他人にアピールしたり、晶に対して嫉妬心を覗かせたりと、自分でもよくわからない状態になっている。自身が他人から受け入れられやすい性質とは言えない自覚もあり、そんな中で律だけは自分を見捨てないでいてくれる安堵もあり、司もまた幾度となく律を危険から救っている。
広瀬 晶 （ひろせ あきら）
律の従姉で律よりも7歳年上。初登場時は25歳。外見は律や司と同世代にも見える童顔。大学卒業後、一旦は就職もしていたが、律と同じ恵明大学に戻り大学院生として民俗学を専攻している。律と司の二人に比べれば社交的な性格で交友関係も広い。飯島家の血筋のためかやはり霊感が強く、他大学の民俗学徒から「恵明大のシャーマン女」とあだ名されている。円照寺の寺男をしていた石田三郎と交際するが、元々訳ありだった三郎が別れを告げずにどこかへいってしまった後でも忘れられずに捜索していた。三郎に対する自分の気持ちに一応の整理をつけたあと、八代準が気になっている様子が見られるが占い師とは結婚できないとも言っている。
広瀬 潮 （ひろせ うしお）
律の従兄で、晶の弟。初登場時は工学部に所属する大学生だったが、現在は生命保険会社に就職している。ある程度の霊感はあるようだが姉ほどではなく、晶曰く「霊感なんて毛ほどもない」ということでデリカシーに欠ける発言をすることもしばしば。

### 伯父母
飯嶋 覚 （いいじま さとる）
飯嶋蝸牛の長男（1子）で司の父親。良くも悪くも常識的な一般人としての価値観を有しており、父譲りの霊感で見える物を意図的に避けようとする。またそうした理由から長男ではあるが家を継がずに早くに家を出ている。今でも実家を「バケモノ屋敷」と毛嫌いし、娘がバケモノ屋敷に嫁ぐことを恐れて司と律との交際を後押ししようとする母と妹に反対している。とはいえ浪人した律のために入校困難な有名予備校をコネで紹介したりする一面もある。
広瀬 斐 （ひろせ あや）
飯嶋蝸牛の長女（2子）で晶と潮の母親。他の兄弟ほど実家を避けてはいないが、やはり苦手ではある様子。
飯嶋 洸 （いいじま こう）
飯嶋蝸牛の次男（3子）。青嵐が住みついている孝弘のことを避けていて、さらに妻が飯島家を怖がることも有ってか、あまり実家に寄り付かない。
飯嶋 環 （いいじま たまき）
飯嶋蝸牛の次女（4子）。父親との折り合いが悪かったと思い込んでいて、また父譲りの霊感で見える物を信じようとしない。父と対立して失踪した開に強いシンパシーを感じており、社会復帰のため面倒をみている。現在独身。
飯嶋 開 （いいじま かい）
飯嶋蝸牛の三男（5子）で現在年齢は40代だが、後述の理由により分別は20歳。蝸牛の子供たちの中では一番異界の出来事に興味を示し、その力を操ることを目標としていた。20歳のころ、霊感の使い道について蝸牛と対立し、勘当されて家を出る。その後、旅行先で失踪し26年間行方不明となっていたが、実はある伝統儀式に介入したことから長らく異界に囚われていたことが判明する。律の手助けで脱出に成功した後は、蝸牛に勘当された経緯から実家に同居する誘いを断って、環のマンションに居候して不動産屋で働いており、能力を活かして心霊物件などを担当している。律同様、高い霊感を持ち、さらに律とは違い式神を操ることが出来る。霊感を高めるという点に関しては野心が高く積極的。必要に応じては律の相談相手になりつつも、必ず味方になってくれるわけではなく、利用しようとしたり出し抜こうとしたりすることもある。
飯嶋 浄 （いいじま きよし）
飯嶋蝸牛の四男（7子）。4歳の時（5歳という記述もあり）、川で溺れて死亡した。異界に囚われた開を、現実世界に脱出させる手助けをする。

### その他の人間
朝倉水脈（あさくら みを）
飯嶋蝸牛（ペンネーム）／飯嶋伶（本名りょう）の実姉。かなり歳上の人に追い出されるように嫁ぐ。子供は7人。90歳で死去。3女は、宣子（のりこ）新潟の坂元家に嫁ぐ。
坂元 海（さかもと かい）
26巻「縁の廊下」より登場。霊感がある。何故か度々、飯島本家の家と空間が繋がる。亡くなった朝倉水脈に助けられたりする。
円照寺の住職 （えんしょうじのじゅうしょく）
とある出来事を切っ掛けに律と知り合った寺の住職で、律には一応、協力的である。寺で心霊相談を行っている。インチキ臭い風貌を持つ坊主ではあるものの、ある程度の術法の心得や法力が有る。しかし間の抜けたところがあり、失敗したり詰めが甘かったりすることも多い。
八代 準 （やしろじゅん）
占い師。代々様式にそった占いをしていた一族の一員で、傑出したスター占い師であった義理の叔母の天羽 神鈴奈（あもう かりな/本名：天野 花子）の付き人をしていたが、叔母が郷里に戻った後に独立した。霊能力はそれなりに高いが、仕事に関しては叔母と同じく下調べをした上で対応する。霊感を職業としているため高額の報酬がないと能力を発揮できないところがあるが、これは私的事情や感情で霊感を使ってはならないという考え方が根底にあるためでもある。仕事先で律・開を始めとする飯島の人間と度々出くわす。晶に粉をかけており晶もまんざらではない様子。
近藤 晃 （こんどうあきら)
律の同級生。お人好しで警戒心のない性格。人の悪意に鈍感だともいわれる。亡くなった祖母の霊が守護としてついており、霊感はあるものの、霊関係のトラブルに会うことは少なく、会っても比較的無事でいられる。律の友人と言ってもいい存在だが、なぜか律は否定的でいる。

### 妖魔・人間以外の者
青嵐 （あおあらし）
律の父親、孝弘の体に住みついている龍の姿をした式神。本体は龍だが人型の姿も持つ。元々は塚の主の腕から生まれた妖怪で、蝸牛から姿と名を貰い、使い魔として仕えていた。蝸牛の命令により律の生命を守護していた。大食いで、妖怪に限らず人間の食べ物もよく食べる。だが人間の体で摂取する普通の食物では腹持ちが悪いらしく、機会があれば腹の膨れる同じ妖怪を喰らおうと画策している。契約で人は食べられないため、無為に人は襲わない。律にとっての危険なことに対しては一応の忠告などはするが、一方で律の命にかかわるほどの危険でなければ自主的に守りにいったり、律の頼みや願いに応じるようなことは、あまりしない。また肝心の守り方も律の意に添ったものとは限らない。人間に化けるのは苦手。とある事件で律の心臓が一瞬止まった際に蝸牛との契約は完了したが、依然として孝弘の体に居ついて「ボランティア」と称し律の守護を気まぐれに行っている。
尾白 （おじろ）・尾黒 （おぐろ）
律の式神である使い魔となっている妖魔の兄妹で、尾白がメス、尾黒はオス。以前は律の家の向かいにある長谷川家の杉の木に尾白、秋山家の杉の木に尾黒がそれぞれ住んでいたが、住まいを失った際に起こした事件以来、自主的に律を主人と仰ぎ、許しを得て飯島家の庭の桜の木に住みついた。よく行動を共にするが仲は悪い。2匹とも昼間は霊力が衰えるため、普通の鳥の姿をしているが夜になると烏天狗のような山伏装束を着た鳥の姿になる。尾白は町娘、尾黒は和服の男性姿の人間に化けることも出来るが、それは前時代の服装であるため、律のお供には大抵尾黒が選ばれる。愛らしい姿をしているが価値観はやはり妖魔の物で、特別関係のない人間を殺すことに躊躇いは抱いていない。律を「若」、司を「姫」と呼んで慕っている。特に司がやって来ると大喜びで、酒や肴を振る舞い歓待する。尾黒は開に頼まれ律の了解の上で、また時には無断で開の使い魔として働くことがある。デザインは作者が飼っている文鳥がモデルで、尾白のモデルは「福」、尾黒のモデルは「ナイゾウ」。
アカ
尾白が馬にしている猫。世話は主に尾白がしているものの、飯島家の飼い猫のような形になっている。時々、昼間の霊力の衰えている状態の尾白を食べてしまう。
赤間／鬼灯 （あかま／きちょう）
「人間よりずっと長く生きている」妖怪。外見は赤い髪（あるいは茶髪）をした青年の姿をしている。後頭部には髪に隠れていくつもの目玉がある。「赤間」というのは人間になりすました際に度々名乗っている名前で、「鬼灯」というのは蝸牛が赤い髪をほおずきになぞらえて付けた名前であり、従って本名に相当する名は持たない。あることがきっかけで蝸牛に付きまとい、彼の周囲に居る人間に多くの厄災を与えている。だが当の本人は「友人と遊んでいる」つもりであったらしく、律から蝸牛の死を聞かされた際には寂しさを表すような言葉を述べていた。蝸牛の法術によって長い間壺に封じられていたことがある。出会ったころに痛い目に遭わされ、またペースが乱されるため、司が苦手。なお、彼の登場する話はバッドエンドが多い。
尾崎母娘 （おざきおやこ）
絹の茶道教室の生徒となっている化け狐。見た目は美人姉妹だが、実際は母娘。娘は「ゆき」と名乗り、父親は人間である。ストーリーのところどころにしばしば登場し、男女関係のいざこざに関わったりする。
「春の角」にて、ゆきの起した恋愛関係のトラブルの解決に利用しようと、再び行方不明になっていた開を引き合いに八重子を巻き込んだ上、他人に無礼を働いて、飯嶋家への出入りを禁止される。その際にゆきは相手の人間の男性との間に子供を成していたが、悶着の間に子供の片腕は失われてしまった。
石田 三郎 （いしだ さぶろう）
非業の死を遂げた家族を供養するために作った箱庭に取り込まれていた職人。実際に生きていたのは大分昔のことの筈なのだが、寿命がまだあるうちに箱庭に取り込まれたためか現代に存在している。青嵐に書かれた「石」の字が消えないため、バンダナを巻いている。現代に移住してからは円照寺の住職から「石田」との苗字を与えられて植木屋として働いている。晶と相思相愛の恋仲になった。
その後、箱庭がその役割を終え、崩壊し始めたことから自らの存在も消失への道を歩み始めるが、木彫りの鶏に魂を移すことで鶏として飯嶋家の庭で暮らし始めた。晶はまだそれには気付いていない。
夜刀 （やと）
人間の精気を吸い取って生きる妖怪。普段は人間の姿をしているが、本来の姿は多頭の蛇のような姿。長い間一人で生きてきた寂しさから、自らの左腕を離脱させて話し相手にしているが、この左腕が勝手に問題を起こし、それに律は巻き込まれてしまうことが有る。しかし鬼灯の場合と違って、それは夜刀が意図したものではない。

## 書籍情報

### 単行本
- 今市子 『百鬼夜行抄』 朝日ソノラマ→朝日新聞社→朝日新聞出版〈眠れぬ夜の奇妙な話コミックス→Nemuki+コミックス〉、既刊31巻（2024年4月5日現在）
  1. 1995年9月19日、ISBN 4-257-90249-3
    - 新版（朝日新聞出版）：2007年11月1日発売[4]、ISBN 978-4-02-213035-8

  2. 1996年11月8日、ISBN 4-257-90283-3
    - 新版（朝日新聞出版）：2007年11月1日発売[5]、ISBN 978-4-02-213036-5

  3. 1997年5月9日、ISBN 4-257-90295-7
    - 新版（朝日新聞出版）：2007年11月1日発売[6]、ISBN 978-4-02-213037-2

  4. 1997年12月10日、ISBN 4-257-90328-7
    - 新版（朝日新聞出版）：2007年11月1日発売[7]、ISBN 978-4-02-213038-9

  5. 1998年11月12日、ISBN 4-257-90355-4
    - 新版（朝日新聞出版）：2007年11月1日発売[8]、ISBN 978-4-02-213039-6

  6. 1999年6月20日、ISBN 4-257-90382-1
    - 新版（朝日新聞出版）：2007年11月1日発売[9]、ISBN 978-4-02-213040-2

  7. 2000年4月12日、ISBN 4-257-90403-8
    - 新版（朝日新聞出版）：2007年11月1日発売[10]、ISBN 978-4-02-213041-9

  8. 2001年3月30日、ISBN 4-257-90428-3
    - 新版（朝日新聞出版）：2007年11月1日発売[11]、ISBN 978-4-02-213042-6

  9. 2002年2月28日、ISBN 4-257-90450-X
    - 新版（朝日新聞出版）：2007年11月1日発売[12]、ISBN 978-4-02-213043-3

  10. 2002年12月20日、ISBN 4-257-90463-1
    - 新版（朝日新聞出版）：2007年11月1日発売[13]、ISBN 978-4-02-213044-0

  11. 2003年10月10日、ISBN 4-257-90490-9
    - 新版（朝日新聞出版）：2007年11月1日発売[14]、ISBN 978-4-02-213045-7

  12. 2004年10月20日、ISBN 4-257-90508-5
    - 新版（朝日新聞出版）：2007年11月1日発売[15]、ISBN 978-4-02-213046-4

  13. 2005年7月20日、ISBN 4-257-90534-4
    - 新版（朝日新聞出版）：2007年11月1日発売[16]、ISBN 978-4-02-213047-1

  14. 2006年4月22日、ISBN 4-257-90555-7
    - 新版（朝日新聞出版）：2007年11月1日発売[17]、ISBN 978-4-02-213048-8

  15. 2007年1月23日、ISBN 978-4-257-90572-1
    - 新版（朝日新聞出版）：2007年11月1日発売[18]、ISBN 978-4-02-213049-5

  16. 2007年11月7日発売[19]、ISBN 978-4-02-213102-7
  17. 2008年10月7日発売[20]、ISBN 978-4-02-213126-3
  18. 2009年7月7日発売[21]、ISBN 978-4-02-213138-6
  19. 2010年10月7日発売[22]、ISBN 978-4-02-213159-1
  20. 2011年7月7日発売[23]、ISBN 978-4-02-213164-5
  21. 2012年6月7日発売[24]、ISBN 978-4-02-213174-4
  22. 2013年10月8日発売[25]、ISBN 978-4-02-214131-6
    - 特装版：同日発売[26]、ISBN 978-4-02-214132-3

  23. 2014年7月30日発売[27]、ISBN 978-4-02-214150-7
  24. 2015年7月30日発売[28]、ISBN 978-4-02-214179-8
  25. 2016年7月7日発売[29]、ISBN 978-4-02-214212-2
  26. 2017年8月21日発売[30]、ISBN 978-4-02-214232-0
  27. 2019年3月20日発売[31]、ISBN 978-4-02-214263-4
  28. 2020年10月20日発売[32]、ISBN 978-4-02-214300-6
  29. 2021年10月20日発売[33]、ISBN 978-4-02-214331-0
  30. 2022年10月20日発売[34]、ISBN 978-4-02-214347-1
  31. 2024年4月5日発売[35]、ISBN 978-4-02-214393-8

### 文庫版
- 今市子 『百鬼夜行抄』 朝日ソノラマ→朝日新聞社→朝日新聞出版〈ソノラマコミック文庫→朝日コミック文庫〉、既刊20巻（2023年2月21日現在）
  1. 2000年12月1日、ISBN 4-257-72089-1
    - 新版（朝日新聞出版）2007年10月1日、ISBN 978-4-02-267043-4

  2. 2001年3月1日、ISBN 4-257-72098-0
    - 新版（朝日新聞出版）：2007年10月1日、ISBN 978-4-02-267044-1

  3. 2001年6月1日、ISBN 4-257-72113-8
    - 新版（朝日新聞出版）：2007年10月1日、ISBN 978-4-02-267045-8

  4. 2001年8月1日、ISBN 4-257-72125-1
    - 新版（朝日新聞出版）：2007年10月1日、ISBN 978-4-02-267046-5

  5. 2003年5月16日、ISBN 4-257-72208-8
    - 新版（朝日新聞出版）：2007年10月1日、ISBN 978-4-02-267047-2

  6. 2004年4月10日、ISBN 4-257-72233-9
    - 新版（朝日新聞出版）：2007年10月1日、ISBN 978-4-02-267048-9

  7. 2005年9月16日、ISBN 4-257-72308-4
    - 新版（朝日新聞出版）：2007年10月1日、ISBN 978-4-02-267049-6

  8. 2006年7月13日、ISBN 4-257-72365-3
    - 新版（朝日新聞出版）：2007年10月1日、ISBN 978-4-02-267050-2

  9. 2007年6月13日、ISBN 978-4-257-72432-2
    - 新版（朝日新聞出版）：2007年10月1日、ISBN 978-4-02-267051-9

  10. 2008年7月4日、ISBN 978-4-02-267178-3
  11. 2010年5月7日、ISBN 978-4-02-267193-6
  12. 2011年10月7日、ISBN 978-4-02-267197-4
  13. 2012年10月5日発売[36]、ISBN 978-4-02-267198-1
  14. 2014年1月4日発売[37]、ISBN 978-4-02-269055-5
  15. 2015年1月7日発売[38]、ISBN 978-4-02-269059-3
  16. 2016年1月7日発売[39]、ISBN 978-4-02-269065-4
  17. 2017年1月6日発売[40]、ISBN 978-4-02-269070-8
  18. 2020年3月6日発売[41]、ISBN 978-4-02-269079-1
  19. 2022年2月18日発売[42]、ISBN 978-4-02-269080-7
  20. 2023年2月21日発売[43]、ISBN 978-4-02-269082-1

### 愛蔵版
- 今市子 『愛蔵版 百鬼夜行抄』 朝日新聞出版〈ソノラマコミックス〉
  - 「尾白と尾黒」2009年11月6日発売[44]、ISBN 978-4-02-213149-2
  - 「ベストセレクション」2009年12月4日発売[45]、ISBN 978-4-02-213152-2

### 関連書籍
- 『夕景 今市子画集』朝日ソノラマ、1999年1月30日、ISBN 4-257-03553-6
  - 新版（朝日新聞出版）：2007年12月10日発売[46]、ISBN 978-4-02-213805-7
- 『画集 百鬼夜行抄』朝日ソノラマ、2002年8月9日、ISBN 4-257-03662-1
- 『百鬼夜行抄イラストコレクション』朝日ソノラマ、2004年7月20日、ISBN 4-257-03698-2
- 『画集 百鬼夜行抄 第二集夜隠』朝日新聞出版、2007年12月3日発売[47]、ISBN 978-4-02-213815-6
- 『画集 百鬼夜行抄 第三集 幻灯』朝日新聞出版、2012年1月4日発売[48]、ISBN 978-4-02-213823-1
- 『百鬼夜行抄 妖魔跳梁編』朝日新聞出版、2021年2月17日発売[49]、ISBN 978-4-02-275421-9
  - ベストセレクト集

## ドラマCD

### キャスト
- 飯嶋律：石田彰
- 飯嶋司：冬馬由美
- 飯嶋孝弘/青嵐：井上和彦
- 尾白：野田順子
- 尾黒：藤原満
- 赤間：松田洋治
- 飯嶋蝸牛：飯塚昭三
- 飯嶋八重子：上村典子
- 飯嶋絹：川浪葉子
  - 第1巻「凍える影が夢見るもの」（フロンティアワークス、2002年7月発売）
  - 第2巻「闇からの呼び声」（フロンティアワークス、2003年4月発売）
  - 第3巻「不老の壺」（フロンティアワークス、2003年8月発売）
  - 第4巻「返礼」（フロンティアワークス、2006年6月発売）
  - 第5巻「夏の手鏡」（フロンティアワークス、2006年7月発売）

## 舞台
花組芝居により、2003年1月と2006年9月の2度舞台化されている。

### スタッフ
- 脚本 - わかぎゑふ
- 演出 - 加納幸和

### キャスト（2003年）
内容は「花貝の使者」のストーリーに「闇からの呼び声」などを加えたもの
- 飯嶋律：橘義
- 飯嶋司：秋葉陽司
- 飯嶋孝弘/青嵐：水下きよし
- 尾白：大井靖彦
- 尾黒：嶋倉雷象
- 鬼灯：北沢洋
- 飯嶋蝸牛・人食い：中脇樹人
- 飯嶋八重子：植本潤
- 飯嶋絹：八代進一
- 飯嶋覚：桂憲一
- 円照寺住職：原川浩明
- 石田三郎：横道毅
- 大姫：加納幸和
- 大姫の女中・人食いの家族：清水博之
- ちぬの君：溝口健二
- 青海浩子：山下禎啓
- 青海笙子：松原綾央
- 子供時代の律：森川理文

### キャスト（2006年）
内容は「晴れ着」のストーリーに「神借り」などを加えたもの
- 飯嶋律：美斉津恵友
- 飯嶋司：堀越涼
- 飯嶋孝弘/青嵐：水下きよし
- 尾白：北沢洋
- 尾黒：秋葉陽司
- 鬼灯：小林大介
- 飯嶋蝸牛・浄：溝口健二
- 飯嶋八重子：山下禎啓
- 飯嶋絹：八代進一
- 飯嶋覚：桂憲一
- 円照寺住職：原川浩明
- 石田三郎：松原綾央
- 飯嶋開：各務立基
- かつら：加納幸和
- 広瀬晶：大井靖彦
- 広瀬斐：横道毅
- 飯嶋環：嶋倉雷象
- 老人：磯村智彦
- 妻夫木悠一：谷山知宏
- 妻夫木理代子：丸川敬之
- 妻夫木悠理：二瓶拓也
- 妖魔：大土居陽介

## テレビドラマ
2007年2月、毎週土曜日、日本テレビの黄金の舌枠（25時20分～25時50分）で放送された。全9回。DVDには放送された9話に未放送のDVDオリジナルの3話が追加されている。

### キャスト（テレビドラマ）
- 飯嶋律：細田よしひこ
  - 幼少の頃の飯嶋律：須賀さくら
- 飯嶋司：酒井彩名
  - 幼少の頃の飯嶋司：宮永紗綾
- 飯嶋孝弘 / 青嵐（声）：渡辺いっけい
- 飯嶋伶（飯島蝸牛）：山田明郷
  - 若い頃の飯嶋伶：向井理
- 飯嶋八重子：市毛良枝
- 飯嶋絹：いしのようこ
- 赤間（鬼灯）：天野浩成
- 尾白：渡辺道子
- 尾黒：湯澤幸一郎

### ゲスト
※括弧内は登場話
- 荒川珠代：久保結季(2)
- 有沢聡子：宮田早苗(4)
- 有沢鈴子：勝俣幸子(4)
- 有沢：山下徹大(4)
- 占い師：山口香緒里(5)
- 占い師の息子：今泉野乃香(5)
- 泥人形(声)：石川静(5)
- 老人 / 鬼：谷津勲 (6)
- 老婆 / 鬼：安田洋子 (6)
- 吉川ルミ：小野真弓 (6)
- 大柴：菊池均也 (6)
- 黒崎：眞島秀和 (6)
- 路線バスの運転手：中村靖日 (6)
- 由美：蘭香レア (7)
- 伸一：綱島郷太郎 (7)
- 長沼智恵：桜岡あつこ(7)
- 大和田義郎：やべけんじ (7)
- 翁：高橋昌也 (8)
- 式根商事会長：森下哲夫 (9)
- 星和子：渋谷亜希 (9)
- 新田麻衣：垣内彩未(「凍える影」)
- 蝸牛の式神(声)：松岡大介(「凍える影」)
- 狐の老婆：りりィ(「狐の嫁入り」)
- 狐の青年：奥田崇(「狐の嫁入り」)
- 狐の娘：宮下ともみ(「狐の嫁入り」)
- 狐の召使い：田口主将(「狐の嫁入り」)
- 赤鬼大王：麿赤兒(「闇夜の衝立」)
- 小鬼：森下能幸(「闇夜の衝立」)
- 飯嶋美緒 / 白鷺(声)：梅宮万紗子(「闇夜の衝立」)

### スタッフ（テレビドラマ）
- 原作 - 今市子
- 脚本 - 金子二郎、福田卓郎
- 演出 - 石川淳一、植田泰史、小山田雅和、星田良子
- プロデューサー - 植野浩之、茶ノ前香、曽根和子、井口喜一、永井麗子
- 企画制作 - 日本テレビ
- 製作協力 - ベイシス
- 製作著作 - D.N.ドリームパートナーズ、VAP、OLM,lnc.

### 音楽
- 音楽：森英治
- 主題歌：Fonogenico「ねがいごと」

### 放送局
| 放送局         | 放送期間              | 放送曜日及び放送時間    | 備考             |
| -------------- | --------------------- | ----------------------- | ---------------- |
| 日本テレビ     | 2007年2月3日～3月31日 | 土曜 25時20分～25時50分 | 「黄金の舌」枠内 |
| 静岡第一テレビ | 2007年2月3日～3月31日 | 土曜 25時20分～25時50分 | 「黄金の舌」枠内 |

## モバイルドラマ
2005年8月12日より順次配信された。藤岡美暢のシナリオによるアドベンチャー・ノベル化。ダウンロードアプリの全6話。

## 関連番組
- BSマンガ夜話 第96回「百鬼夜行抄」（NHK-BS2 2002年10月30日）- ゲストは夢枕獏と石堂夏央。

## その他
- 虚実妖怪百物語 - 京極夏彦による小説シリーズであり、今市子が実名で言及され、青嵐が他の多数の著名なキャラクターと共にゲスト登場している[51]。